# Erik Norman Kjellesvig-Waering
Erik Norman Kjellesvig-Waering (9 février 1912 à La Havane, Cuba - 16 juillet 1979  à Marco Island, Floride, États-Unis) est un arachnologue et paléontologue américain.

## Biographie
Erik N. Kjellesvig-Waering est né le 9 février 1912 à La Havane, Cuba. Son père est un ingénieur civil norvégien, c'est pourquoi il reçoit la nationalité norvégienne, et sa mère est originaire de Cuba. À la demande de sa mère, lui et ses cinq frères et sœurs font leurs études aux États-Unis : il fréquente une école primaire du New Jersey puis est transféré dans une académie militaire en Caroline du Nord. À 21 ans, il devient citoyen américain.
À la demande de son père, il commence à étudier la géologie à la Université d'État de la Caroline du Nord, dont il obtient un baccalauréat ès sciences. Pendant ses études, il travaille à la bibliothèque universitaire, où il tombe sur le sujet de la paléontologie lors de ses recherches pour ses études de géologie, ce qui l'a immédiatement fasciné. Il passe son temps libre et ses vacances à étudier la paléontologie, avec une attention particulière pour les scorpions marins (Eurypterida) et les scorpions vivants et fossiles (Scorpiones).
Après avoir obtenu son diplôme, il travaille pour des sociétés pétrolières telles que Shell Oil Company et Amoco International Oil Company, qui l'envoient principalement dans d'autres pays d'Amérique du Sud. Pendant ce temps, il collecte de nombreuses tortues, serpents, coquillages et coraux pour le Musée américain d'histoire naturelle de New York et le Musée Field de Chicago, dont il est membre. Il possède lui-même une grande collection de scorpions, de coléoptères et de scorpions marins, dont il fait don à la Florida State Collection of Arthropods.